# PT-10
La  PT-10  es una autovía de acceso urbano de Puertollano, situada al norte de esta ciudad.
Nace en la  A-41 , a la que da continuación, y termina en una rotonda ya dentro de Puertollano, continuando como Avenida de Almadén.

## Recorrido
| Número | Salida                               |
| ------ | ------------------------------------ |
|        | Comienza en la salida 196 de la A-41 |
| 1      | N-420a Puertollano (norte) Córdoba   |
|        | Avenida de Almadén                   |

- Datos: Q601611